# Катеринополь (село)
Катерино́поль (укр. Катеринопіль) — село,
Катеринопольский сельский совет,
Криничанский район,
Днепропетровская область,
Украина.
Код КОАТУУ — 1222083001. Население по переписи 2001 года составляло 387 человек.
Является административным центром Катеринопольского сельского совета, в который, кроме того, входят сёла
Заря,
Новая Праця,
Новогуровка,
Павловка и
Приволье.

## Географическое положение
Село Катеринополь находится на правом берегу реки Саксагань,
выше по течению на расстоянии в 1,5 км расположено село Павловка,
ниже по течению на расстоянии в 0,5 км расположено село Долинское (Пятихатский район).

## История
- 1830 — первое упоминание о селе.

## Экономика
- «Тропик», ООО

## Объекты социальной сферы
- Школа I ст.
- Детский сад.
- Дом культуры.

## Достопримечательности
- Братская могила советских воинов.